# Lucid Dreams (Forget Me)
Lucid Dreams (Forget Me), oder auch nur Lucid Dreams, ist ein Lied des US-amerikanischen Rappers und Sängers Juice Wrld aus dem Jahre 2017. Es erschien zuerst auf seinem Mixtape Juice WRLD 999, später jedoch auch auf seinem kommerziellen Debütalbum Goodbye & Good Riddance, von welchem es die zweite Singleauskopplung war. Der Song wurde vom Interpreten gemeinsam mit Dominic Miller, Nick Mira, Danny Lee Sondgras Jr. (Taz Taylor) und Gordon Sumner (Sting) geschrieben, sowie von Mira produziert.

## Musik und Text
Bei Lucid Dreams (Forget Me) handelt es sich um einen Trapsong mit Anleihen des Emo-Genres. Eine eingängige, jedoch melancholische Gitarrenmelodie unterlegt den Beat, der dem Musikstil entsprechend aus tiefen, dominanten 808-Bass Drums, Hi-Hats und Claps besteht. Juice Wrld ist das gesamte Lied über singend zu hören, wobei seine Stimme durchwegs mit Autotune verfremdet ist. An manchen Stellen kommt es auch zum Einsatz anderer Effekte, etwa Phaser oder Reverse Reverb. Inhaltlich dreht sich das Musikstück um eine Trennung zweier Personen, die der Ich-Erzähler immer noch nicht verarbeitet hat. Er fühlt die Präsenz seiner ehemaligen Partnerin nach wie vor und spürt gleichzeitig Liebe und Hass für diese. Er ist sich darüber im Klaren, dass er voranschreiten und sich mit anderen Personen treffen sollte, schafft dies aber nicht, da er sie für "die Eine" hielt. Sein Verstand und seine Emotionen stehen hierbei im Konflikt. Juice Wrld verwendet eine besonders drastische Sprache und vergleicht das Ende der Beziehung mit dem Tod und gibt an, verschreibungspflichtige Medikamente zu nehmen, um sich wieder gut zu fühlen. Zudem leidet er an Klarträumen, in denen er sich nicht bewegen kann.

## Sample und Rezeption der Originalkünstler
Lucid Dreams (Forget Me) basiert auf einem Gitarrenriff, das dem Lied Shape of My Heart des britischen Singer-Songwriters Sting entnommen, jedoch neu eingespielt wurde. Der Originalinterpret selbst nannte Juice Wrlds Song eine wunderschöne Interpretation seines Liedes, während Co-Autor und Gitarrist Dominic Miller, der die Melodie 1993 einspielte, den Titel als die intelligenteste Verwendung seiner bereits zuvor vielfach gesampelten Melodie bezeichnete, und den Text lobte, da sich jeder mit dem Thema identifizieren könne.
Trotz des positiven Feedbacks kam es zwischen den beiden Parteien aufgrund der Tantiemen zu einer Auseinandersetzung. So hätte Sting 85 % dieser für sich beansprucht, und gedroht, den Fall vor Gericht zu bringen, wie aus einem wütenden Twitterbeitrag von Produzent Nick Mira hervorgeht, der sich über den englischen Musiker ausließ. Juice Wrld sah die Situation hingegen gelassener und meinte, sein Lied hätte einen positiven Effekt auf viele Leute gehabt, was wichtiger sei als Geld, welches er auch an anderer Stelle verdienen könne.

## Musikvideo
Der Videoclip zu Lucid Dreams (Forget Me), welcher unter der Regie von Cole Bennett entstand, ist surreal gestaltet und verwendet eine Vielzahl unkonventioneller visueller Effekte. Unter anderem zeigt er den Künstler, wie er von unten seinen Kopf durch ein Loch im Fußboden steckt, sodass sich dieser im Stockwerk über ihm befindet. In anderen Einstellungen steht er in einem Closeup vor einer Wand, wobei sich auf seinem Gesicht deutlich der Schatten eines Rollos abzeichnet, durch welches der Rapper im Laufe des Videos auch blickt; in wieder anderen befindet er sich auf einer Treppe, die zu einer gleißenden, gelben Lichtquelle führt. Dazwischen wird eine Frau gezeigt, welche dem Anschein nach jene ist, die von Juice Wrld besungen wird. An ausgewählten Stellen sind fest eingeblendete, englische Untertitel zu sehen. In der Mitte des Videos erfolgt eine längere, scheinbar ohne Schnitt auskommende Sequenz. Zunächst verwandelt sich Juice Wrlds Gesicht in einen Totenkopf, ehe die Kamera durch ein kreisrundes Loch im Hintergrund zoomt. Das Wort "Dead" wird in roter Schrift eingeblendet, bevor eine dunkle Hausfassade, durch deren Fenster man erkennt, dass das Innere in Flammen steht, gezeigt wird. Deren Türe öffnet sich, und der Kopf des Interpreten wird dahinter sichtbar. Danach schließt sich diese wieder und die Kamera fährt zurück, woraufhin von links und rechts zwei rot gefärbte Hände ins Bild kommen. Nach mehreren Blitzen wird erneut ein Loch eingeblendet, aus welchem der Musiker sogleich sein Haupt heraus streckt, womit die Szene endet, und es wie zu Beginn des Clips weitergeht. Im letzten Drittel kommen zudem zwei weitere Male Hände aus dem Bildrand: einmal versuchen sie vergeblich, einen sich in der Mitte befindlichen Ehering zu erreichen, in den letzten Sekunden des Videos wollen sie sich vor einem idyllisierten Himmel greifen, was ihnen auch gelingt, woraufhin ein Herz erscheint. Plötzlich färbt sich der Bildschirm allerdings rot, das Herz zerbricht und die Hände schnellen auseinander.

## Kommerzieller Erfolg
Lucid Dreams (Forget Me) war in mehreren Ländern ein großer kommerzieller Erfolg. In den USA schlug es sich am besten: es erreichte Platz 2 in den Charts, war das zwölfterfolgreichste Lied des Jahres 2018 und wurde mit Achtfachplatin gekrönt. In Kanada, wo es Platz 4 erzielte, wurde es mit Fünffachplatin ausgezeichnet. Auch in dem Vereinigten Königreich, Australien, Finnland, Neuseeland und Schweden positionierte es sich in den Top Ten. Im deutschsprachigen Raum erwies es sich als weniger erfolgreich: es kletterte in Deutschland auf Nummer 36, in Österreich auf 26 und in der Schweiz auf 22.

### Chartplatzierungen
| ChartsChartplatzierungen       | Höchstplatzierung | Wochen |
| ------------------------------ | ----------------- | ------ |
| Deutschland (GfK)              | 36 (25 Wo.)       | 25     |
| Österreich (Ö3)                | 26 (21 Wo.)       | 21     |
| Schweiz (IFPI)                 | 22 (28 Wo.)       | 28     |
| Vereinigte Staaten (Billboard) | 2 (48 Wo.)        | 48     |
| Vereinigtes Königreich (OCC)   | 10 (37 Wo.)       | 37     |

| ChartsJahrescharts (2018)      | Platzierung |
| ------------------------------ | ----------- |
| Schweiz (IFPI)                 | 90          |
| Vereinigte Staaten (Billboard) | 12          |
| Vereinigtes Königreich (OCC)   | 53          |

| ChartsJahrescharts (2019)      | Platzierung |
| ------------------------------ | ----------- |
| Vereinigte Staaten (Billboard) | 48          |

| ChartsJahrescharts (2010–2019) | Platzierung |
| ------------------------------ | ----------- |
| Vereinigte Staaten (Billboard) | 51          |

### Auszeichnungen für Musikverkäufe
| Land/Region                  | Auszeichnungen für Musikverkäufe (Land/Region, Auszeichnung, Verkäufe) | Verkäufe   |
| ---------------------------- | ---------------------------------------------------------------------- | ---------- |
| Australien (ARIA)            | 6× Platin                                                              | 420.000    |
| Belgien (BRMA)               | Platin                                                                 | 40.000     |
| Brasilien (PMB)              | Diamant                                                                | 160.000    |
| Dänemark (IFPI)              | 3× Platin                                                              | 270.000    |
| Deutschland (BVMI)           | 3× Gold                                                                | 600.000    |
| Finnland (IFPI)              | 5× Platin                                                              | 200.000    |
| Frankreich (SNEP)            | Gold                                                                   | 100.000    |
| Griechenland (IFPI)          | Platin                                                                 | 20.000     |
| Italien (FIMI)               | Platin                                                                 | 50.000     |
| Kanada (MC)                  | Diamant                                                                | 800.000    |
| Neuseeland (RMNZ)            | 6× Platin                                                              | 180.000    |
| Niederlande (NVPI)           | Platin                                                                 | 80.000     |
| Österreich (IFPI)            | 2× Platin                                                              | 60.000     |
| Polen (ZPAV)                 | 3× Platin                                                              | 150.000    |
| Portugal (AFP)               | 4× Platin                                                              | 40.000     |
| Schweden (IFPI)              | Platin                                                                 | 80.000     |
| Spanien (Promusicae)         | Platin                                                                 | 60.000     |
| Vereinigte Staaten (RIAA)    | 11× Platin                                                             | 11.000.000 |
| Vereinigtes Königreich (BPI) | 4× Platin                                                              | 2.400.000  |
| Insgesamt                    | 2× Gold · 41× Platin · 3× Diamant ·                                    | 16.710.000 |

Hauptartikel: Juice Wrld/Auszeichnungen für Musikverkäufe